# SMART-L
SMART-L (англ. Signaal Multibeam Acquisition Radar for Tracking, L-band — трикоординатна РЛС з цифровою антенною решіткою для систем раннього попередження про ракетний напад та виявлення аеродинамічних і наземних (надводних) цілей. Розробник - компанія Thales Nederland. 
На її основі сконструйована РЛС S1850M, яка має удосконалену архітектуру обробки сигналів від компанії Alenia Marconi Systems (зараз BAE Systems) й поліпшені алгоритми роботи в умовах електронної протидії.

## Конструкція
Антена має розмір 8,2 м і містить 24 твердотільних модулі, 16 з яких працюють на передачу. Швидкість обертання антени — 12 обертів за хвилину. Маса антени разом з обладнанням — 6200 кг.

## Характеристики
РЛС здатна автоматично виявляти і супроводжувати до 1000 цілей (повітряних — в радіусі до 400 км, наземних — до 60 км).
У листопаді 2006 року встановлена на голландському фрегаті F803 «Тромп» модифікована РЛС SMART-L продемонстровала супровід імітатора балістичної ракети ARAV-B на дальності 200 км і здатність визначати момент відділення головної частини від балістичного носія на висоті приблизно 150 км.

## Застосування на кораблях
- Фрегати класу «Де зевен провінцієн»
- Фрегати типу «Саксонія»

## Галерея

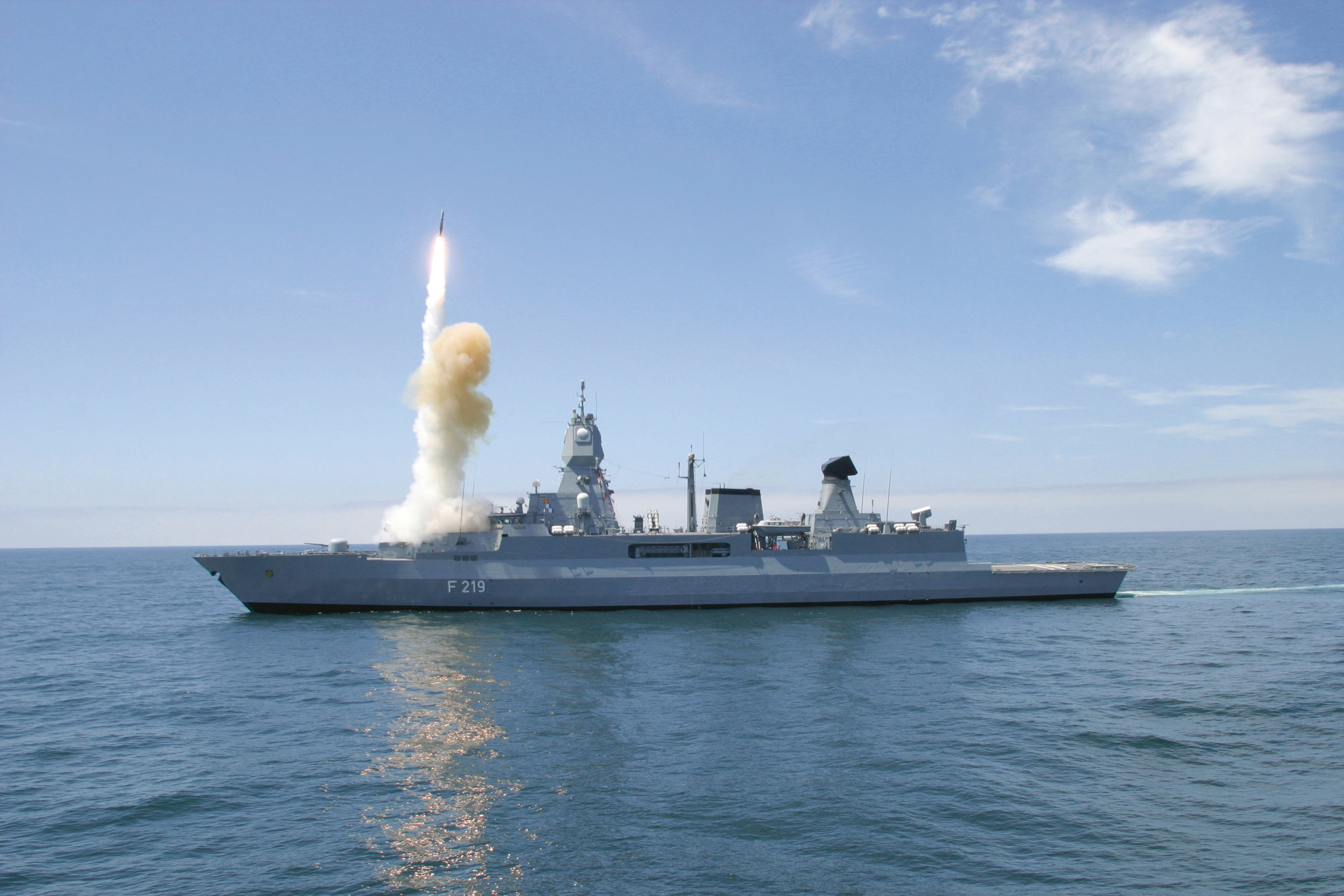
F219 Sachsen з SMART-L
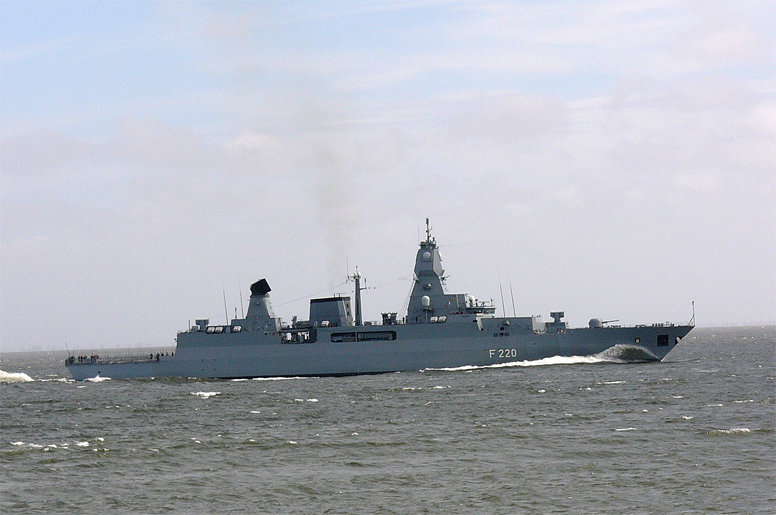
F220 Hamburg з SMART-L
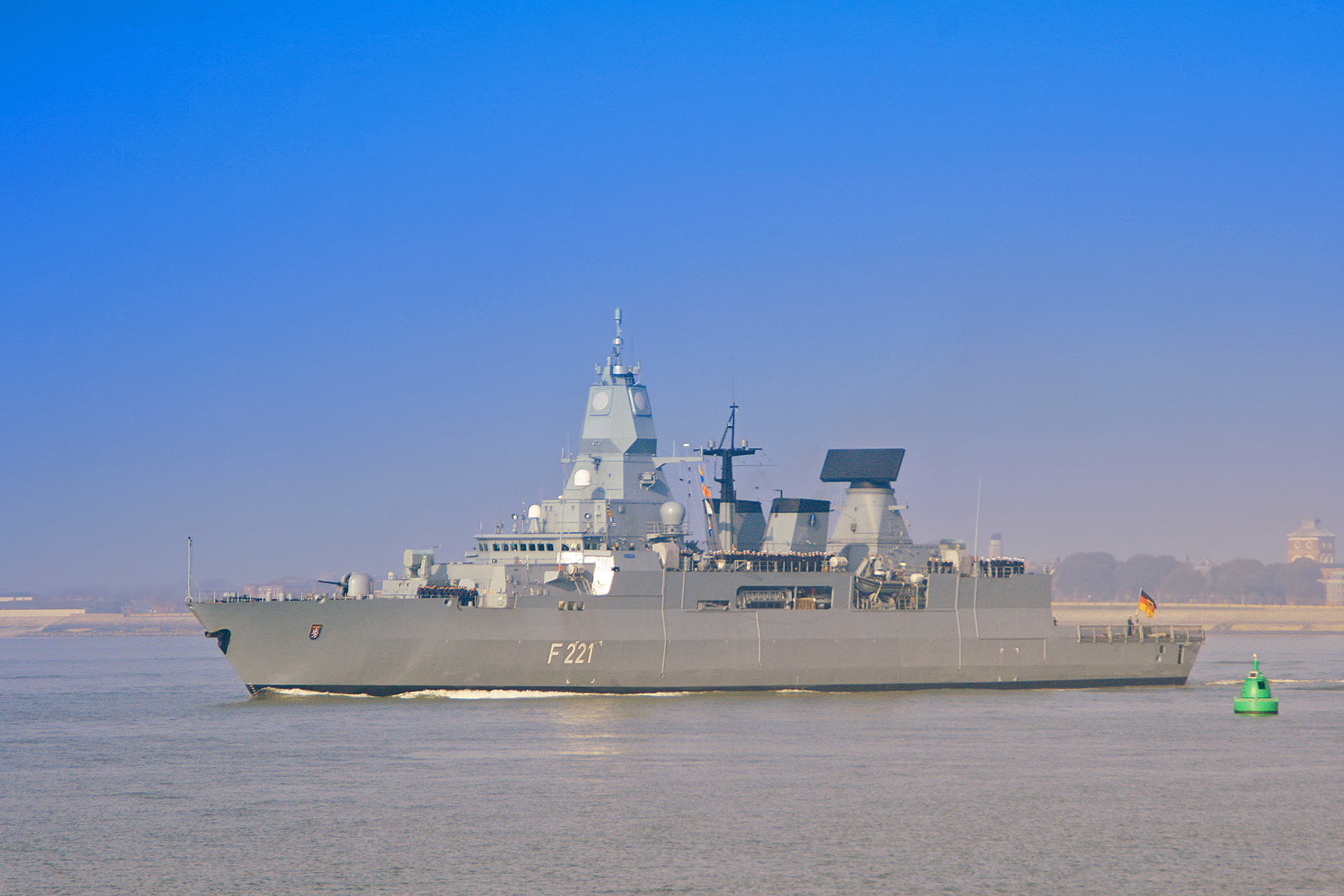
F221 Hessen з SMART-L
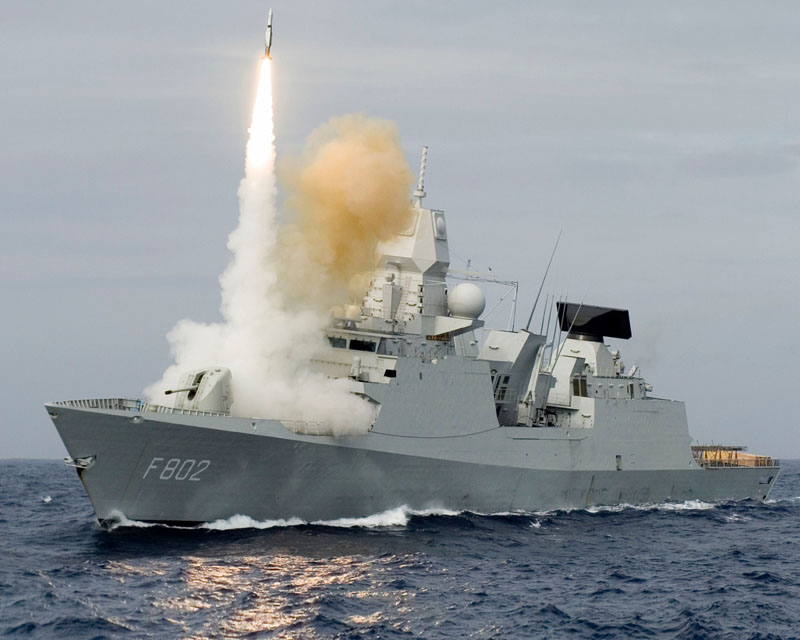
Фрегат класу«Де зевен провінцієн»